# Зазейское восстание
Зазейское восстание — антисоветское вооружённое восстание амурских казаков и крестьян в 1924 г. в Благовещенском уезде Амурской области. С каждой стороны в боях принимало участие по 5 тысяч человек. Всего на территории восстания проживало около 70 тысяч человек.

## История
Причиной, как и многих других антисоветских восстаний на Дальнем Востоке (в Забайкалье и Приморье), было стремление Советской власти подчинить своим интересам крестьянство, насильственно отбирая «излишки» урожая и насаждая коммуны в деревнях. Для дальневосточного крестьянства был чужд лозунг советской власти: «земля — крестьянам», поскольку на Дальнем Востоке земля всегда принадлежала крестьянам. Большевики, не дав дальневосточным крестьянам ничего, требовали, как и в Советской России, полного подчинения, что неизбежно вело к конфликту.
Поводом для восстания послужило увеличение Дальревкомом, по приказу Совнаркома РСФСР, осенью 1923 г. сельскохозяйственного налога на 25 %. Дальревком требовал выполнения планов по сбору сельхозналога любой ценой и в кратчайшие сроки. Налоговая кампания сопровождалась массовыми злоупотреблениями местных властей: в Амурской губернии за нарушение законов из губернской милиции была уволена почти треть её сотрудников. В секретных сводках 1923 года для советского руководства о положении в стране, указывалось, что «в результате уплаты единого налога, низких цен на сельхозпродукты материальное положение крестьянства большинства губерний отмечается как крайне тяжелое. Это отмечается в 35 губерниях, из них 4 губернии Дальнего Востока. Применяемые в ходе кампании репрессии по отношению к несдающим налога вызвали в ряде губерний, где сильно кулачество, ряд эксцессов, вылившихся в массовые отказы от приема окладных листов и вспышки восстаний в Тверской обл., Забайкальской губ. и Приамурской губ.».
Данным поводом решило воспользоваться руководство российской белой эмиграции в Маньчжурии. В декабре 1923 г. в Харбине было проведено совещание во главе с генералом Е. Г. Сычёвым об организации восстания в Амурской области, на котором присутствовал также атаман Г. М. Семёнов. Последний помогал восставшим, переправляя им через пограничный город Сахалян (ныне Хэйхэ) оружие.
В восстании участвовали сёла 8 волостей с населением около 70 тысяч человек, в вооруженных отрядах насчитывалось 4—5 тысяч крестьян и казаков. Органы советской власти, партийные и комсомольские ячейки были разгромлены, было убито около 60 советских работников..
Первое боевое столкновение произошло 4 января 1924 г. на границе в районе реки Амур при переходе боевой группы (200 человек) из Маньчжурии. Следующий пятидневный бой (9-14 января) произошёл у села Толстовка, после чего повстанцы отступили к селу Тамбовка. Тамбовка стала столицей восстания. Штаб восставших находился в сельской школе, там же держали около 100 пленных. Было сформировано Временное Амурское областное правительство во главе с Р. Г. Чешевым. Командование вооруженными силами принял на себя Н. И. Корженевский. Начальником штаба стал есаул Маньков.
К 15 января восстание уже поддержали жители Гильчинской, Тамбовской, Николаевской и Ерковецкой волостей Благовещенского уезда. 16 января повстанцы выбили войска ЧОНа из села Песчано-Озёрка. На этот момент повстанцы контролировали более 20 сёл, не считая хуторов.
18 января 1924 г. приказом по войскам 5-й армии была образована группа Амурвойск для ликвидации мятежа. В неё вошли 5-й Амурский стрелковый полк, 26-й кавполк, 1-й эскадрон 2-й Приамурской дивизии, бронепоезда N 12 и 14, конно-горная батарея Кубанской кавбригады. Из состава 48-го кавдивизиона 5-й Красной Армии (ком. Боровков) был выделен отряд 32-й дивизионной школы во главе с Коротковым, который, пополнившись 100 чоновцами, выступил на подавление мятежа. По решению Дальбюро ЦК РКП(б) и Дальревкома был создан Военный Совет Амурской губернии: председатель — командир экспедиционного отряда Е.В.Ватман (бывший колчаковец, бывший командир Заволжской красногусарской бригады), в составе: начальник Амурского губотдела ОГПУ В. А. Каруцкий, секретарь Амурского губкома партии М. Л. Грановский, председатель губисполкома А. Я. Бабенко, военком Хрусталёв. Ватману подчинялись все части Красной Армии, войска ОГПУ, милиции и ЧОH в районе Зазейского восстания.
К 23 января РККА удалось разгромить юго-восточную группу повстанцев в Тамбовской волости. К 1 февраля 1924 г. — северо-восточную в районе села Песчано-Озёрка. После этого восстание пошло на убыль. К концу января 1924 года численность восставших составляла 2 тысячи человек. Больше половины восставших ушло в Маньчжурию со своими семьями (по данным ОГПУ — 400 человек), где и были обезоружены китайскими властями и интернированы в Цицикаре. 
На основании сравнения официальных данных (345 человек приговорённых к расстрелу) и пoказаний жён репpессиpoванных исследователи предполагают, что чекистами было расстреляно не менее 1 тысячи человек, проживавших в районе восстания.
Продовольственный налог был сокращён в два раза. Наиболее одиозных советских работников уволили из органов власти. Вместе с тем ОГПУ фиксировало непрекращающиеся налеты на приграничные районы банд, грабящих советские учреждения и граждан, усиление антисоветской агитации среди крестьянства и наличие повстанческих групп среди кулачества и казаков.
В январе по инициативе одной из белоорганизаций был созван на китайской территории съезд казаков, на котором присутствовало 60 делегатов. Белоэмигранты и местные жители планировали на 1 апреля 1924 года восстание, которое было предотвращено ОГПУ. В районе Благовещенска чекисты ликвидировали 19 повстанческих ячеек, арестовав 200 наиболее активных участников заговора.
В апреле 1924 года в Благовещенске прошло заседание Амурского губернского суда, на котором из 58 подсудимых 21 человек были приговорены к расстрелу, с конфискацией имущества, 17-ти осужденным высшая мера была заменена на пять лет лишения свободы с конфискацией имущества, 20 человек были оправданы.

### Участники восстания (амурские казаки и крестьяне)
с. Волково (пос. Волковский):
- Карагодин Степан (Стефан) Иванович (1881 — 21.01.1938)[4]
- Карагодин Фёдор Иванович[9]
- Карагодин Дмитрий[9]
- Колесников Пётр Петрович (1877 — 08.02.1924)[9]
- Колесников Арсентий Петрович (1904 — 02.02.1924)[9]
- Матяш Петр Михайлович (1886-31.10.1938) и другие.